# Julian Luque
Julián Luque Conde, conhecido como Luqueum, (Torrelavega, Cantabria, 27 de fevereiro de 1992) é um futebolista espanhol que joga pelo Racing Santander na Primeira Divisão Espanhola.